# Ростом Гуриели
Ростом Гуриели (груз. როსტომ გურიელი; ум. 1564) — владетельный князь (мтавар) Гурии с 1534 по 1564 год. Вместе со своим сюзереном, имеретинским царём Багратом III, Ростом сражался против расширяющейся Османской империи, которой он уступил часть своего княжества. Отношения Ростома с Багратом III впоследствии ухудшились из-за его поддержки непокорного вассала царя — Левана I Дадиани.

## Биография
Ростом был сыном Мамии I Гуриели и его жены Кетеван. В 1533 году Мамия был взят в плен во время своего неудачного похода против зихов, в которой также погиб Георгий, брат Ростома. Ростому пришлось выкупать отца, после смерти которого год спустя он унаследовал титул князя Гурии. К тому времени этому княжеству, располагавшемуся на юго-западном черноморском побережье Грузии, угрожала Османская империя, которая в то время воевала с Сефевидской Персией за гегемонию на Кавказе. Ростом был соратником своего сюзерена, имеретинского царя Баграта III, в борьбе с османским вторжением.
В 1535 году Ростом объединил свои силы с войском Баграта III при его вторжении в княжество Самцхе, которым правил проосманский атабек Кваркваре III Джакели. В битве при Мурджахети последний потерпел поражение, был взят в плен Исаком Артумеладзе, виночерпием Гуриели, и в итоге передан Баграту III. Кваркваре III скончался в заключении, а Ростому досталась часть его владений в Самцхе: Аджария и Лазистан, на которые династия Гуриели давно претендовала. Османы ответили на это поражение своего сторонника масштабным вторжением. Баграт III и Ростом одержали победу над ними при Карагаке в 1543 году, но в 1545 году потерпели сокрушительное поражение при Сохоисте, где погиб и Кайхосро, сын Ростома.
В 1547 году османские силы организовали блокаду побережья Гурии и заняли морские поселения Гонио и Батуми. Ростом обратился за помощью к Баграту III и мегрельскому князю Левану I Дадиани. Однако имеретинский царь, возмущённый тем, что Ростом ранее отказался от совместного нападения на Мегрелию, сорвал заключение намечавшегося союза Дадиани-Гуриели. Оставшийся один Ростом атаковал и оттеснил османские войска за устье реки Чорохи, сумев вынудить их покинуть Батуми, но ему не удалось предотвратить потерю Аджарии и Чанети. Крепость Гонио стала с того времени важным османским форпостом в юго-западной Грузии.
Ростом умер в 1564 году и был похоронен на территории монастыря Шемокмеди. Его преемником в качестве князя Гурии был его сын Георгий II.

## Семья
Ростом Гуриели был женат дважды. Первой его супругой была княгиня Тинатин (ум. после 1534), дочь имеретинского царя Александра II, а второй — княгиня Тамара (ум. после 1562), неизвестного происхождения. У него было трое сыновей и две дочери, вероятно, все от первой жены:
- Князь Кайхосро (ум. 1545), погиб, сражаясь против османской армии, в битве при Сохоисте;
- Князь Георгий II (ум. 1600), князь Гурии (1566—1583, 1587—1600);
- Княгиня Родам, первая жена Георгия III Дадиани, князя Мегрелии (разведены в 1564 году);
- Княгиня Елена, жена имеретинского царевича Константина, позднее Мамии IV Дадиани;
- Князь Вахтанг I (ум. 1587), князь Гурии (1583—1587).